# Maon (moshav)
Maon es un moshav o asentamiento israelí en Cisjordania (Palestina). Según el sistema administrativo palestino, se encuentra en la gobernación de Hebrón, mientras según el israelí, se halla en el área de Judea y Samaria. El moshav se encuentra en los Montes de Judea, al sur de Hebrón, y al norte de Beerseba, y forma parte de la jurisdicción del Concejo Regional Har Hebron para las autoridades de ocupación. En 2017 tenía una población de 560 habitantes. La comunidad internacional considera que los asentamientos israelíes en la Cisjordania ocupada son ilegales según el derecho internacional, pero el gobierno israelí no está de acuerdo con esta afirmación